# Yūto Nakano
Yuto Nakano (中野裕斗?, Nakano Yuto; Prefettura di Chiba, 4 giugno 1967) è un doppiatore giapponese. Ha debuttato nel doppiaggio nel 2004 nell'anime Mack, ma che principe sei? ma è conosciuto soprattutto per aver doppiato Ginko in Mushishi.

## Doppiaggio
- Bokura ga ita (insegnante)
- Casshern Sins (Akos e Dune)
- Gunslinger Girl (Bernard)
- Tutor Hitman Reborn! (Leviathan)
- Legendz - La leggenda dei re draghi (Wolfy)
- Mushishi (Ginko)
- Mack, ma che principe sei? (giardiniere, Niwakawa Yukio)
- Tokyo Tribe 2 (Collens)
- Uzumaki (Leader della Tribù Farfalla)